# کلئوبولوس ۴۵۰۳
سیارک ۴۵۰۳ (به انگلیسی: 4503 Cleobulus، نامگذاری:1989WM) چهار هزار و پانصد و سومین سیارک کشف شده‌است که در ۲۸ نوامبر ۱۹۸۹ کشف شد.
قدر مطلق سیارک برابر ۱۵٫۶۰ است.